# Alena minuta
Alena minuta är en halssländeart som först beskrevs av Nathan Banks 1903.  Alena minuta ingår i släktet Alena och familjen ormhalssländor. Inga underarter finns listade i Catalogue of Life.